# Pedostibes tuberculosus
Pedostibes tuberculosus är en groddjursart som beskrevs av Günther 1876. Pedostibes tuberculosus ingår i släktet Pedostibes och familjen paddor. IUCN kategoriserar arten globalt som starkt hotad. Inga underarter finns listade i Catalogue of Life.